# Sparkasse Hildesheim Goslar Peine
Die Sparkasse Hildesheim Goslar Peine ist eine öffentlich-rechtliche Sparkasse mit Sitz in Hildesheim in Niedersachsen. 
Die Sparkasse Hildesheim fusionierte mit Wirkung zum 1. Januar 2017 mit der Sparkasse Goslar/Harz und der Kreissparkasse Peine zur Sparkasse Hildesheim Goslar Peine, welche nun die drittgrößte Sparkasse Niedersachsens mit rund 9 Milliarden Euro Bilanzsumme darstellt.
Die Sparkasse Hildesheim Goslar Peine wies im Geschäftsjahr 2023 eine Bilanzsumme von 9,377 Mrd. Euro aus und verfügte über Kundeneinlagen von 7,183 Mrd. Euro. Gemäß der Sparkassenrangliste 2023 liegt sie nach Bilanzsumme auf Rang 32. Sie unterhält 77 Filialen/Selbstbedienungsstandorte und beschäftigt 1.243 Mitarbeiter.

## Organisationsstruktur
Die Sparkasse Hildesheim Goslar Peine ist eine Anstalt des öffentlichen Rechts. Rechtsgrundlagen sind das Niedersächsische Sparkassengesetz und die durch den Träger der Sparkasse erlassene Satzung. Organe der Sparkasse sind der Vorstand und der Verwaltungsrat.
Träger der Sparkasse Hildesheim Goslar Peine ist der Sparkassenzweckverband Hildesheim Goslar Peine. An dem Zweckverband sind die Landkreise Hildesheim (29,5 %), Goslar (11,3 %) und Peine (21,0 %) sowie die Städte Hildesheim (29,5 %) und Goslar (8,7 %) beteiligt.

## Sparkassen-Finanzgruppe
Die Sparkasse Hildesheim Goslar Peine ist Teil der Sparkassen-Finanzgruppe und gehört damit auch ihrem Haftungsverbund an. Er sichert den Bestand der Institute und sorgt dafür, dass sie auch im Fall der Insolvenz einzelner Sparkassen alle Verbindlichkeiten erfüllen können. Die Sparkasse vermittelt Bausparverträge der regionalen Landesbausparkasse, offene Investmentfonds der Deka und Versicherungen der VGH Versicherungen. Im Bereich des Leasing arbeitet die Sparkasse Hildesheim Goslar Peine mit der  Deutschen Leasing zusammen. Die Funktion der Sparkassenzentralbank nimmt die Nord/LB wahr.

## Geschichte
Der Ursprung der Sparkasse Hildesheim geht auf das Jahr 1831, das Gründungsjahr der Spar-Casse der Stadt Hildesheim, zurück. Aus einstmals neun selbstständigen Sparkassen, die zwischen 1831 und 1883 (Sparkasse des Amtes Gronau) gegründet wurden, bildeten sich im Laufe der Zeit die Kreissparkasse Alfeld, die Kreissparkasse Hildesheim sowie die Stadtsparkasse Hildesheim. 1997 fusionierten die Kreissparkassen Hildesheim und Alfeld (fortan Kreissparkasse Hildesheim). 2005 fusionierten die Kreis- und die Stadtsparkasse Hildesheim zur Sparkasse Hildesheim, die unter diesem Namen bis Ende 2016 bestand.
Seit dem Jahr 1900 nutzte die Sparkasse das im 16. Jahrhundert erbaute Wedekindhaus am Hildesheimer Marktplatz. Am 22. März 1945 wurde es durch schwere Luftangriffe völlig vernichtet, ebenso wie die direkt benachbarten Gebäude Lüntzelhaus und Rolandstift. An ihrer Stelle errichtete die Stadtsparkasse 1950 einen schlichten Nachkriegsbau. Beim Neubau der Sparkasse von 1983 bis 1986 wurden die Fassaden der historischen Gebäude rekonstruiert. 2001 wurden die Gebäude innen zum Sparkassen-Finanzzentrum ausgebaut.

## Gesellschaftliches Engagement
Das gesellschaftliche Engagement der Sparkasse wird durch Spenden, Ausschüttungen von Sparkassenstiftungen, den Reinertrag des PS-Sparens oder Sponsoring umgesetzt. Mit über 1.600.000 Euro werden etwa 600 Projekte gefördert.